# Mok-dong Hyperion Towers

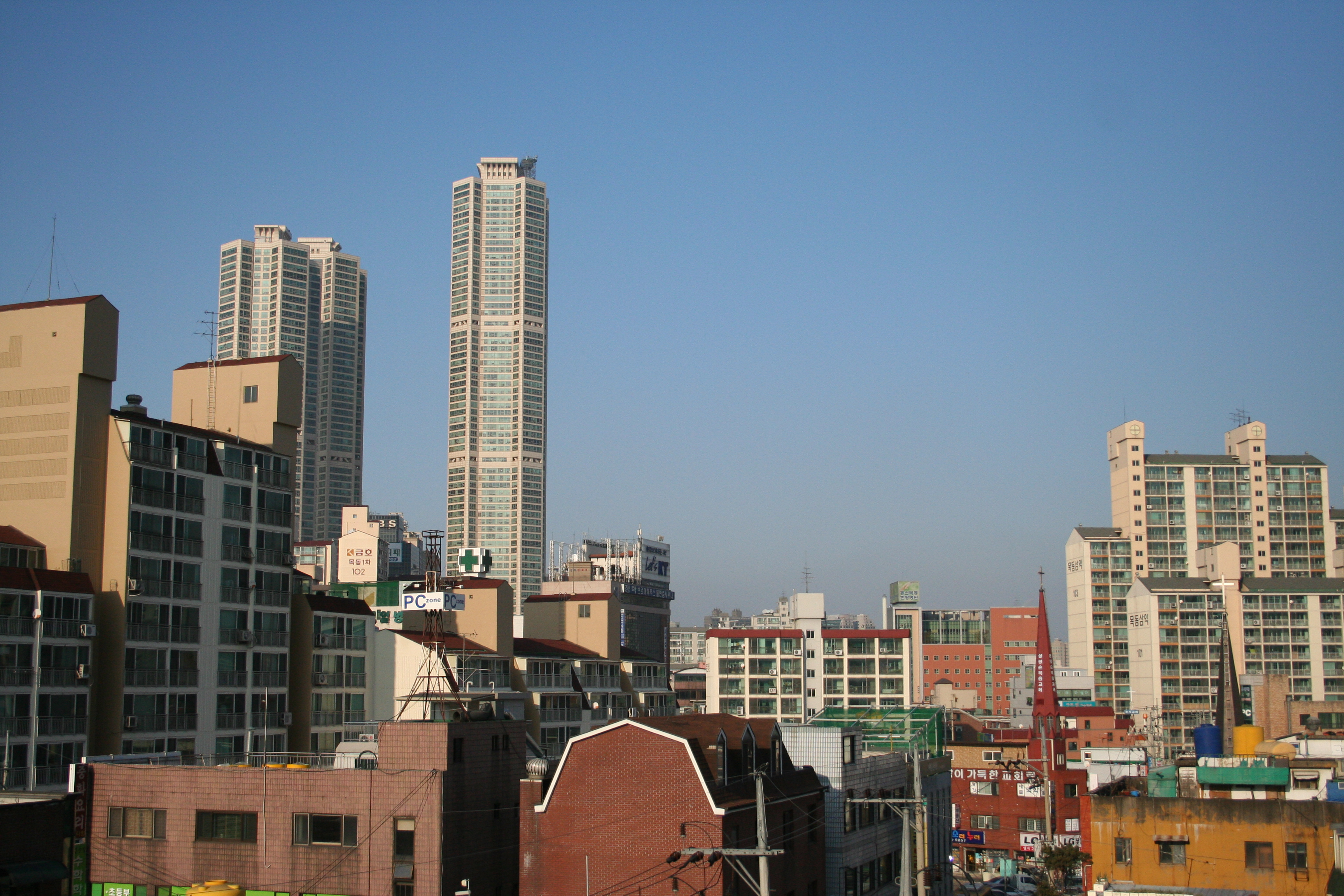
Mok-dong Hyperion Towers

Mok-dong Hyperion Towers é um grupo de três arranha-céus edificado em Yangcheon-gu, distrito de Seul, na Coreia do Sul, e concluído em 2003. A torre A é um dos edifícios residenciais mais altos do mundo, com 256 metros (840 ft) e 69 andares.